# Lara (cráter)

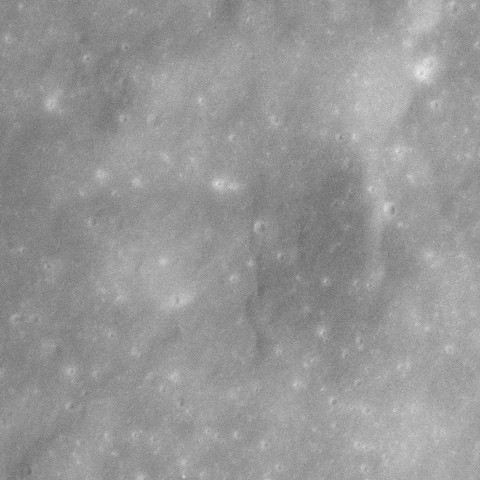
Imagen panorámica desde el Apolo 17

Lara es un pequeño cráter lunar situado en el valle Taurus-Littrow. Los astronautas Eugene Cernan y Harrison Schmitt lo visitaron en 1972 durante la misión Apolo 17, como parte de la EVA 2. La Estación Geológica 3 se encuentra en el borde noreste de Lara.
El cráter se localiza en el "manto claro", que casi seguro es un depósito de los aludes procedentes del Macizo Sur. Al sur de Lara se hallan el cráter Nansen y la Estación Geológica 2. Al noreste aparecen el cráter Shorty y la Estación Geológica 4.

## Denominación
El cráter fue nombrado por los astronautas en referencia a la protagonista de la novela Doctor Zhivago de Borís Pasternak. La denominación tiene su origen en los topónimos utilizados en la hoja a escala 1/50.000 del Lunar Topophotomap con la referencia "43D1S1 Apollo 17 Landing Area".